# Don Murdoch
Pour les articles homonymes, voir Murdoch.
Donald Walter Murdoch, dit Don, (né le 25 octobre 1956 à Cranbrook, dans la province de la Colombie-Britannique, au Canada) est un joueur professionnel canadien de hockey sur glace qui évoluait au poste d'ailier droit. Don est le frère du joueur de hockey de la LNH, Bob Murdoch. 

## Biographie
Après une carrière junior essentiellement passée dans la Ligue de hockey de l'Ouest canadien dont deux saisons de plus de 80 buts avec les Tigers de Medicine Hat, Murdoch est sélectionné en 1976 lors des repêchage de la Ligue nationale de hockey et de l'Association mondiale de hockey, respectivement aux sixième et douzième rangs. Ayant choisi les Rangers, il commence la saison 1975-1976 sur la même ligne que Walt Tkaczuk et Greg Polis et est associé à Phil Esposito et Ken Hodge lors des avantages numériques. Pour son premier match professionnel, il inscrit deux buts puis, le 12 octobre 1976 lors d'une victoire 10-4 contre les North Stars du Minnesota, il marque cinq buts. Il devient ainsi le premier joueur de l'histoire des Rangers à marquer cinq buts en un seul match. Après quinze matchs, il compte déjà quinze buts à son actif mais ses bons débuts sont interrompus lorsqu'il subit une blessure aux tendons de la cheville gauche qui lui font rater une partie de la saison et il termine avec 32 buts et 24 aides pour 56 points marqués en 59 rencontres. Son équipe, qui espère alors son retour début avril, finit à la dernière place de la division Patrick et ne se qualifie pas pour les séries éliminatoires. Pour sa première saison avec les Rangers, Murdoch termine quatrième pointeur et deuxième buteur de l'équipe, deux buts derrière Esposito qui a joué 21 matchs de plus que lui. Donné favori pour le trophée Calder de la meilleure recrue de la saison avant sa blessure, il ne remporte pas cette récompense qui échoit finalement à Willi Plett, probablement à cause de la blessure de Murdoch.
Après cette belle première saison, il est arrêté en août 1977 à l'aéroport de Toronto en possession de 4,8 grammes de cocaïne. Il joue 66 matchs lors de la saison suivante où il est ennuyé par une blessure à l'épaule, inscrivant 27 buts et 28 points pour 55 points et participe à ses premières séries éliminatoires où il termine meilleur pointeur de son équipe alors que les Rangers sont éliminés au premier tour par les Sabres de Buffalo. Ayant plaidé coupable pour possession de cocaïne, il est suspendu le 6 juillet 1978 pour une durée d'un an par la LNH. Cette suspension est réduite à 40 matchs le 3 janvier 1979 et il effectue son retour sept jours plus tard. Il est alors aligné sur la ligne d'Esposito et de Don Maloney, ligne qui est surnommée The Mafia Line,. Cette saison-là, il dispute la finale de Coupe Stanley où les Rangers sont battus 4-1 par les Canadiens de Montréal ; lors de ces séries, c'est l'autre Don de la Mafia Line, Maloney, qui se distingue en marquant vingt points, un nouveau record pour un joueur dans sa première saison LNH.
La saison suivante, il joue 50 matchs avec les Rangers avant d'être échangé le 11 mars 1980 aux Oilers d'Edmonton contre Cam Connor et un choix de troisième ronde au repêchage d'entrée 1981. Il ne joue que la moitié de la saison 1980-1981 avec Edmonton et termine avec le Wind de Wichita, club école des Oilers. Il joue sa dernière saison dans la LNH en 1981-1982 avec les Red Wings de Détroit et termine ensuite sa carrière dans les ligues mineures.
Devenu recruteur pour les Rangers et le Lightning de Tampa Bay, il effectue une saison au poste d'entraîneur des Ice Gators de la Louisiane qu'il mène à la finale du championnat de l'East Coast Hockey League.

## Statistiques

### Joueur
| Saison     | Équipe                    | Ligue      |     | Saison régulière | Saison régulière | Saison régulière | Saison régulière | Saison régulière |    | Séries éliminatoires | Séries éliminatoires | Séries éliminatoires | Séries éliminatoires | Séries éliminatoires |
| Saison     | Équipe                    | Ligue      | PJ  | B                | A                | Pts              | Pun              | PJ               | B  | A                    | Pts                  | Pun                  |                      |                      |
| 1973-1974  | Vikings de Vernon         | BCJHL      | 45  | 50               | 32               | 82               | 69               |                  |    |                      |                      |                      |                      |                      |
| 1973-1974  | Chiefs de Kamloops        | LHOuC      | 4   | 1                | 0                | 1                | 9                |                  |    |                      |                      |                      |                      |                      |
| 1974-1975  | Tigers de Medicine Hat    | LHOuC      | 70  | 82               | 59               | 141              | 83               | 5                | 1  | 5                    | 6                    | 15                   |                      |                      |
| 1975-1976  | Tigers de Medicine Hat    | LHOuC      | 70  | 88               | 77               | 165              | 202              | 7                | 4  | 3                    | 7                    | 23                   |                      |                      |
| 1976-1977  | Rangers de New York       | LNH        | 59  | 32               | 24               | 56               | 47               |                  |    |                      |                      |                      |                      |                      |
| 1977-1978  | Rangers de New York       | LNH        | 66  | 27               | 28               | 55               | 41               | 3                | 1  | 3                    | 4                    | 4                    |                      |                      |
| 1978-1979  | Rangers de New York       | LNH        | 40  | 15               | 22               | 37               | 6                | 18               | 7  | 5                    | 12                   | 12                   |                      |                      |
| 1979-1980  | Rangers de New York       | LNH        | 56  | 23               | 19               | 42               | 16               |                  |    |                      |                      |                      |                      |                      |
| 1979-1980  | Oilers d'Edmonton         | LNH        | 10  | 5                | 2                | 7                | 4                | 3                | 2  | 0                    | 2                    | 0                    |                      |                      |
| 1980-1981  | Oilers d'Edmonton         | LNH        | 40  | 10               | 9                | 19               | 18               |                  |    |                      |                      |                      |                      |                      |
| 1980-1981  | Wind de Wichita           | LCH        | 22  | 15               | 10               | 25               | 48               | 18               | 17 | 7                    | 24                   | 24                   |                      |                      |
| 1981-1982  | Red Wings de Détroit      | LNH        | 49  | 9                | 13               | 22               | 23               |                  |    |                      |                      |                      |                      |                      |
| 1981-1982  | Red Wings de l'Adirondack | LAH        | 24  | 11               | 13               | 24               | 24               | 4                | 5  | 0                    | 5                    | 14                   |                      |                      |
| 1982-1983  | Red Wings de l'Adirondack | LAH        | 35  | 10               | 12               | 22               | 19               |                  |    |                      |                      |                      |                      |                      |
| 1983-1984  | Red Wings de l'Adirondack | LAH        | 59  | 26               | 20               | 46               | 19               |                  |    |                      |                      |                      |                      |                      |
| 1983-1984  | Magic du Montana          | LCH        | 17  | 10               | 10               | 20               | 2                |                  |    |                      |                      |                      |                      |                      |
| 1984-1985  | Mohawks de Muskegon       | LIH        | 32  | 18               | 13               | 31               | 4                | 16               | 6  | 3                    | 9                    | 26                   |                      |                      |
| 1985-1986  | Checkers d'Indianapolis   | LIH        | 11  | 4                | 3                | 7                | 4                |                  |    |                      |                      |                      |                      |                      |
| 1985-1986  | Goaldiggers de Toledo     | LIH        | 37  | 15               | 23               | 38               | 8                |                  |    |                      |                      |                      |                      |                      |
| 1985-1986  | Lumberjacks de Muskegon   | LIH        | 12  | 4                | 4                | 8                | 0                |                  |    |                      |                      |                      |                      |                      |
| Totaux LNH | Totaux LNH                | Totaux LNH | 320 | 121              | 117              | 238              | 155              | 24               | 10 | 8                    | 18                   | 16                   |                      |                      |

### Entraîneur
| Saison    | Équipe                     | Ligue |    | PJ | V  | D | N | Pr     | % V        |  | Séries éliminatoires |
| 1999-2000 | Ice Gators de la Louisiane | ECHL  | 70 | 43 | 18 | 0 | 9 | 67,9 % | Finalistes |  |                      |